# Most Girls (Pink-Lied)
Most Girls ist ein Lied der US-amerikanischen Popsängerin Pink aus dem Jahr 2000.

## Hintergrund
Das Lied wurde gemeinsam von Kenneth Edmonds (Babyface) und Damon Thomas geschrieben beziehungsweise komponiert. Babyface zeichnete darüber hinaus für die Produktion verantwortlich.
Die Erstveröffentlichung von Most Girls erfolgte als Teil von Pinks Debütalbum Can’t Take Me Home am 29. August 2000 durch die Musiklabels Arista Records und LaFace Records. Am 29. August 2000 erschien es erstmals als zweite Singleauskopplung des Albums.

## Musikvideo
Das dazugehörige Musikvideo entstand unter der Regie von Dave Meyers. Es zählte bis August 2023 über 35 Millionen auf YouTube.

## Rezeption

### Charts und Chartplatzierungen
| ChartsChartplatzierungen       | Höchstplatzierung | Wochen |
| ------------------------------ | ----------------- | ------ |
| Vereinigtes Königreich (OCC)   | 5 (8 Wo.)         | 8      |
| Vereinigte Staaten (Billboard) | 4 (26 Wo.)        | 26     |

| ChartsJahrescharts (2000)      | Platzierung |
| ------------------------------ | ----------- |
| Vereinigte Staaten (Billboard) | 52          |

| ChartsJahrescharts (2001)      | Platzierung |
| ------------------------------ | ----------- |
| Vereinigte Staaten (Billboard) | 97          |

### Auszeichnungen für Musikverkäufe
| Land/Region               | Auszeichnungen für Musikverkäufe (Land/Region, Auszeichnung, Verkäufe) | Verkäufe |
| ------------------------- | ---------------------------------------------------------------------- | -------- |
| Australien (ARIA)         | 2× Platin                                                              | 140.000  |
| Neuseeland (RMNZ)         | Gold                                                                   | 5.000    |
| Vereinigte Staaten (RIAA) | —                                                                      | 95.000   |
| Insgesamt                 | 1× Gold · 2× Platin ·                                                  | 240.000  |

Hauptartikel: Pink (Musikerin)/Auszeichnungen für Musikverkäufe